# Dansk Skøjte Union
Dansk Skøjte Union (DSU) er det officielle specialforbund for Skøjtesport i Danmark. Unionen arbejder for at udbrede og udvikle skøjtesporten inden for grenene hurtigløb og kunstskøjteløb, herunder afholdelse af mærkeprøver og mesterskaber. Unionen har (2010) 20 medlemsforeninger med samlet 2.081 medlemmer. Dansk Skøjte Union er medlem af det internationale forbund International Skating Union samt den danske paraplyorganisation Danmarks Idræts-Forbund.

## Organisation
Dansk Skøjte Union (DSU) har en flad organisationsstruktur med en topstyret  bestyrelse på fem medlemmer, der er valgt af repræsentantskabet for en to-årig periode. På samme måde vælger repræsentantskabet formænd for unionens seks udvalg, som har kompetence og ansvar for bredde, elite, teknik, uddannelse, hurtigløb og aktiviteter. Udvalgsformændene vælger selv deres udvalgsmedlemmer, som dog skal godkendes af bestyrelsen. 
Den daglige drift varetages af unionens generalsekretær samt en sportschef. Som supplement til forretningsordenen har bestyrelsen vedtaget et "Code of Conduct" (god organisationsledelse).
Repræsentantskabet er Dansk Skøjte Unions øverste myndighed og består af indtil to repræsentanter for hver medlemsforening, samt unionens bestyrelse og udvalgsformænd. Stemmeretten har alene foreningernes repræsentanter med to stemmer til hver forening. Der er lukket adgang til årsmøde. 

## Historie
Da skøjteløb blev en populær dansk folkeforlystelse i løbet af 1800-tallet opstod de første klubber: Kjøbenhavns Skøjteløberforening (KSF) i 1869, Frederiksberg Skøjteløberforening (FSF) i 1870 og senere Skøjteløberforeningen af 1876. Disse tre københavnske skøjteklubber hørte til blandt de første idrætsforeninger i Danmark og var sammen med roning, skydning og gymnastik grunden i begrebet organiseret idræt. De tre skøjteløberforeninger stiftede den 19. december 1912 Dansk Skøjte Union, da Dansk Idræts-Forbund, som i hast var blevet oprettet i 1896 i forbindelse med dansk deltagelse i de første moderne Olympiske lege i Athen, ønskede at bestå af specialforbund for de enkelte idrætsgrene og ikke af flere hundrede forskellige sportsklubber. Med den nye union fik skøjtesporten nu et fællesorgan. DSU repræsenterede de enkelte klubber i Dansk Idræts-Forbund og over for den Internationale Skøjte Union, som var oprettet i 1892 og havde arrangeret Europa- og Verdensmesterskaber siden 1890'erne. DSU kunne også fastsætte regler for danske konkurrencer og mærkeprøver, godkende dommere og arrangere Danmarksmesterskaber, samt virke for udbredelsen af skøjtesporten i almindelighed. Initiativtageren Jørgen Møller valgtes som den første formand, og han forblev på posten helt frem til 1941.
På den tid, før de kunstfrosne baner, var skøjtesporten helt og aldeles prisgivet vejrguderne. At afholde konkurrencer og Danmarksmesterskaber forudsatte, at søer og vandløb var tilfrosset i tilstrækkeligt mange dage til, at løberne kunne både nå at træne og mesterskaber afvikles. I perioden fra 1912 og helt frem til 1929 var der kun fem sådanne vintre og gennem 1930'erne kunne der slet ikke afholdes mesterskaber. Alligevel var der enkelte vintre med frost nok til, at nye skøjteløbere som først Esther Bornstein og senere Per Cock-Clausen kom på banen og kunne deltage i internationale mesterskaber.
De lange strenge vintre i 1940'erne og 1950'erne bød på et vendepunkt for skøjtesporten med nogenlunde regelmæssige Danmarksmesterskaber i såvel sololøb og parløb som hurtigløb. Det var her Per Cock-Clausen fik sik sin legendariske status som ubesejret Danmarksmester i over to årtier, fra 1940 til 1963, og han blev også den første danske deltager ved Vinter-OL 1948 i St. Moritz, Schweiz og 1952 i Oslo, Norge. Hos damerne vekslede Danmarksmester-titlen i de to årtier mellem Esther Kolni og Eva Meistrup. Blandt parløberne var det især Alf Refer og Harry Meistrup, der gjorde sig bemærket. Refer vandt i alt mesterskabet ni gange, de seks sammen med Ayoe Bardram og Meistrup vandt fem gange, heraf tre med Inger Weitzmann og to med med Eva Meistrup. Også antallet af skøjteklubber voksede til 20, blandt andet kom flere jyske klubber til og de sluttede sig sammen i 1942 under Jydsk Skøjte Union, et initiativ sjællænderne var mere end 20 år om at gøre efter med stiftelsen af Sjællands Skøjte Union i 1963. Det var også i de to årtier hurtigløberne havde deres storhedperiode med navne som Erik Hviid, Niels Heilmann og i særdeleshed Kurt Stille, der blev Danmarksmester to gange i 1950’erne, samt deltog i Vinter-OL 1960 og 1964 med pæne resultater. Siden 1956 har der ikke været afholdt Danmarksmesterskaber i hurtigløb.

## Kunstfrosne baner og skøjtehaller
En en ny epoke begyndte i slutningen af 1950'erne med anlæg af først kunstfrosne skøjtebaner og senere haller. På blot otte år blev der opført 11, seks i Jylland og fem i Københavnsområdet. De første var Esbjerg, på Østerbro Stadion og i Gladsaxe. I dag findes der 15 skøjtehaller i Danmark.
De følgende år i 1960'erne og 1970'erne, blev den aktive opbygningsfase, som førte sporten ind i moderne rammer. Løberne kunne ikke blot træne hele vinterhalvåret, med faste ugentlige timer på isen, hallerne bød også på mulighed for sommerkurser. Der kom professionelle trænere til klubberne og der kunne afholdes mesterskaber hvert eneste år. For Dansk Skøjte Union betød det en anderledes øget organisatorisk aktivitet og i 1967 påbegyndtes udgivelsen bladet Skøjtesport. Det var intet mindre end et kvatespring i skøjtesportens historie, som Svend Palle Sørensen afsluttede sit 22 år lange formandskab i unionen med. Sportsligt betød det også et generationsskifte, så den nu 51-årige Per Cock-Clausen måtte afgive Danmarksmester-titlen til Arne Hoffmann, som med et enkelt års undtagelse beholdt den til og med 1970. Siden slog især John Ferdinandsen og Flemming Søderquist tonen an. Hos damerne domineredes billedet af Marianne Bæk, Jette Vad, Kirsten Frikke og Jeanette Mingon. Men på trods af den imponerende sportslige udvikling, manglede endnu det sidste i at nå international standard, hvor sidstepladserne ved Europa- og Verdensmesterskaberne fortsat domineredes af danske skøjteløbere. Isdans var også blevet en populær del af skøjtesporten herhjemme og i årrækken 1964-1973 var den en fast del af Danmarksmesterskaberne, de sidste seks år med Vivi & Kurt Poulsen som mestre og deltagere i internationale mesterskaber.
Det blev den ny unge formand for unionen, Finn Olsen, der med sin dynamiske indsats løftede dansk skøjtesport op i virkelig international standard. Det lykkedes at få tildelt afviklingen af Europamesterskaberne i 1975 og det arrangement blev gennemført med så stor succes i Brøndbyhallen, at Dansk Skøjte Union efterfølgende blev tildelt afholdelse af Verdensmesterskab i 1982 og yderligere to Europamesterskaber i 1986 og 1994. I 1983 oprettede unionen et Team Danmark støttet træningscenter i Gladsaxe, hvor udvalgte elite-talenter kunne bo og træne 24-32 timer om ugen under en landstræners vejledning og samtidig passe skolegang på de nærliggende skoler. Det internationale gennembrud kom med Lars Dresler, der blev nr. 12 ud af 23 deltagere ved Europamesterskaberne i 1986 - det bedste internationale resultat nogen dansk skøjteløber indtil da havde opnået. Da Finn Olsen efter 18 år forlod formandsposten i 1988, blev han med rette hyldet for at have skabt grundlaget for dansk skøjtesports internationale gennembrud.
Den sportslige internationale succes fortsatte med Henrik Walentin og den syvdobbelte danske mester Anisette Torp-Lind de følgende år og videre op i verdenseliten med Michael Tyllesen, som fire gange blev placeret blandt de 10 bedste løbere ved Europamesterskaber og deltog i to Vinter-OL i 1994 og 1998, hvor han blev nr. 9 - den foreløbigt bedste danske skøjteløbs præstation. Mikkeline Kierkgaard blev det næste talent som opnåede fine resultater. Siden 2001 har Dansk Skøjte Union ikke rådet over løbere med kvalifikationer til deltagelse i store internationale skøjtemesterskaber.

## Nyt årtusinde og nye udfordringer
Trods en imponerende international succes gennem 1990'erne, blev det klart at der måtte tænkes nyt, hvis den vundne position skulle fastholdes efter årtusindeskiftet. Der er blevet gjort en stor indsats for at udvikle nye tilbud for det brede flertal af løbere i klubberne, som er glade for at løbe på skøjter, men ikke har potentiale til at nå toppen i sololøbets krævende konkurrencer. Sådanne tilbud er for eksempel formationsløb og artistiske konkurrencer, showkonkurrencer samt andre nye discipliner, som alternativer til det atletisk krævende solokunstløb. Også isdans er igen ved at blive polulært.
For at ruste sig til de nye udfordringer gennemførtes ved århundredskiftet en gennemgribende fornyelse af Dansk Skøjte Unions organisation. Fornyelsen indebar en omfattede modernisering af organisations strukturen samt formulering af klare mål for sportens udvikling under de givne omstændigheder og udarbejdelse af realistiske strategier for virkeliggørelse af målene på kort og langt sigt. Bredere aktivitets- og konkurrencetilbud fastholder de løbere i sporten, der ikke opfylder betingelserne for at komme på klubbernes elitehold. De faldende medlemstal er vendt til fremgang, så det samlede antal klubløbere nu igen er nået op på omkring 2000. Målrettet elitesatsning i klubberne med dygtige trænere og konsulentbistand fra DSU har fremmet væksten af en ny og lovende national elite, der i stigende grad også deltager i internationale konkurrencer.
Dansk Skøjte Union markerede sit 100-års jubilæum i december 2012 med to shows om skøjteløb gennem 100 år, i henholdsvis Rødovre Skøjtearena og Gigantium Isarena i Aalborg.

## Discipliner
Dansk skøjtesport har i dag følgende discipliner under DSU:
- Hurtigløb på Long Track (400 m bane) kan dyrkes af alle uanset alder og niveau. På motionsplan løbes typisk i et ”tog” – op til 10-15 personer bag ved hinanden i samme takt og rytme. Som konkurrence løber to løbere mod hinanden, hvor der skiftes bane for hver omgang. For øjeblikket dyrkes der kun hurtigløb i Hurtigløberforeningen af 1972 (HLF72), der er hjemmehørende i Københavns nordvest-kvarter.
- Short Track afvikles på en oval bane med en omkreds på 111,12 m. Banen er typisk placeret i en ishockey-hal. Short Track har rødder i USA/Canada, hvor det opstod omkring 1900-tallet og udvikledes langsomt indtil det i 1980 havde stor nok udbredelse til, at International Skøjte Union (ISU) indførte disciplinen officielt. Løberne er beskyttet med hjelm, knæ- og skinnebenbeskyttere, halsbeskytter og handsker. Banderne er i svingene polstret med måtter for at beskytte løbere der falder. Skøjterne minder om hurtigløbs skøjter, men er lidt kortere og højere.
- Isdans er en yngre par-disciplin indenfor kunstskøjteløb, som først kom med i internationale mesterskaber i 1952. En konkurrence i isdans består af tre forskellige dele: Obligatoriske danse, en Original dans og en Fri dans. Der afholdes konkurrencer i kategorierne Novice, Junior og Senior. Grunde manglende mænd og drenge i skøjtesporten i Danmark, udføres denne disciplin også alene på isen og kaldes for Sololøb.
- Kunstskøjteløb udvikledes i 1800-tallet af skøjteløbere, der havde lyst til at lave noget mere krævende end bare at løbe rundt på isen. I Danmark var de i 1860'erne blevet så mange, at de samlede sig i de første klubber og arrangerede konkurrencer og siden 1909 afholdtes Danmarksmesterskab. Det første internationale mesterskab, et Europamesterskab, blev afholdt allerede i 1891. Kunstskøjteløbets grundlæggende disciplin er sololøbet. Elementerne er de samme for drenge/mænd og piger/kvinder, og opdeles i tre kategorier: trin, spring og pirouetter. Tidligre var tillige figurløb en obligatorisk disciplin. Parløb består af sololøbets elementer, men udføres af et herre-dame par i symmetrisk og parallelt samløb. Begge descipliner består af et kortprogram og et friløbsprogram, løbet til musik valgt af parret selv.

## Dansk Skøjte Unions formænd
- 1912-1941 Jørgen Møller
- 1941-1945 Poul v.d. Hude
- 1945-1967 Sv. Palle Sørensen
- 1967-1970 Aksel Madsen
- 1970-1988 Finn Olsen
- 1988-1994 Leif Petersen
- 1994-1995 Poul Fuglsang
- 1995-1997 Kurt Poulsen
- 1997-2002 Ingelise Blangsted
- 2002-2006 Mariann Vasbo
- 2006-2009 Thomas Allan Nielsen
- 2009-2011 Jonna Andersen
- 2011-2013 Wivian Hedegaard
- 2013-2018 Ingelise Blangsted
- 2018- Camilla Lyngsø